# Hayden McCormick
Hayden McCormick (Cambridge, Nova Zelândia, 1 de janeiro de 1994) é um ciclista profissional neozelandês que milita na equipa Black Spoke Pro Cycling Academy.

## Palmarés
2018
- 2.º no Campeonato da Nova Zelândia em Estrada
- New Zealand Cycle Classic[1]

2019
- 3.º no Campeonato da Nova Zelândia Contrarrelógio

2020
- Gravel and Tar Classic[2]

## Equipas
- ONE Pro Cycling (2016-2018)
- Team BridgeLane (2019)
- Black Spoke Pro Cycling Academy[3] (2020)